# Mount Martin (Aleutenkette)
Der Mount Martin ist ein 1863 m hoher Stratovulkan der Aleutenkette auf der Alaska-Halbinsel. Er gehört zum Valley of Ten Thousand Smokes.
Zwar ist die Eruption von 1953 strittig und auch andere Berichte über historische Ausbrüche fehlen, dennoch können heute schwefelhaltige vulkanische Exhalationen in Form von Fumarolen festgestellt werden. Der Rand des 300 m breiten Kraters des Mount Martin ist im Südosten eingebrochen. Aufgrund der geothermischen Aktivität ist der Krater nicht ganzjährig von Eis und Schnee bedeckt. Dabei bildet sich zwischenzeitlich immer wieder ein säurehaltiger Kratersee.
Der Vulkan wurde benannt nach George C. Martin, der als Erster nach der Eruption des Novarupta 1912 das Valley of Ten Thousand Smokes besuchte.

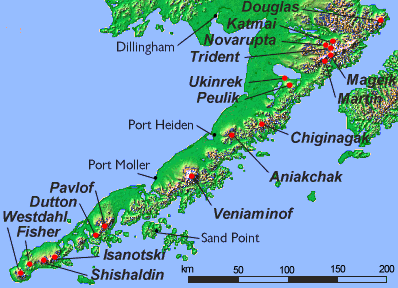
Vulkane auf der Alaska-Halbinsel